# Витебский областной исполнительный комитет
Витебский областной исполнительный комитет (бел. Віцебскі абласны выканаўчы камітэт) — исполнительный и распорядительный орган на территории Витебской области и осуществляет свои полномочия в соответствии с Конституцией Республики Беларусь, Законом Республики Беларусь от 4 января 2010 г. № 108-З "О местном управлении и самоуправлении в Республике Беларусь" и иными актами законодательства.
Вышестоящим органом является Совет Министров Республики Беларусь.
Председатель областного исполнительного комитета — высшее должностное лицо области. Председатель назначается на эту должность Президентом Республики Беларусь.

## История
10—17 декабря 1917 года состоялся I чрезвычайный съезд Витебского губернского Совета рабочих, солдатских, крестьянских и батрацких депутатов, который законодательно закрепил Советскую власть в Витебской губернии и избрал губернский исполнительный комитет.
В связи с созданием Литовско-Белорусской ССР (февраль 1919 года) и оккупацией польскими войсками части Беларуси (февраль—август 1919 года) Витебская губерния была передана РСФСР.
Здание облисполкома построено в 1902 году на месте бывшего Свято-Духова женского монастыря, это 3-этажный с полуподвальным этажом особняк в форме буквы «Е». Центральная часть здания — трехмаршевая лестница и парадный вестибюль.
Сначала в здании находилось Женское Епархиальное Училище.
На первом и втором этажах располагались классы, где занимались девушки. Третий этаж был целиком отдан под спальни. А в полуподвальном помещении находились кухня, хозяйственные помещения и столовая. Достоверно известно, что на церемонии закладки духовного учреждения присутствовал глава «Могучей кучки» композитор Милий Балакирев. Специально к этому событию он написал гимн «Хвала вседержителю Богу» и две «Прощальные песни», которые предназначались для выпускниц училища. С началом Первой мировой войны в женском епархиальном училище разместился военный госпиталь. В 1930 году здание переоборудовали под штаб Витебской авиационной бригады.

## Структура

### Комитеты
- Комитет по архитектуре и строительству
- Комитет по сельскому хозяйству и продовольствию
- Комитет экономики
- Комитет по труду, занятости и социальной защите
- Комитет государственного имущества

### Главные управления
- Главное контрольно-аналитическое управление
- Главное управление идеологической работы и по делам молодёжи
- Главное управление организационно-кадровой работы
- Главное управление юстиции
- Главное финансовое управление
- Главное управление по здравоохранению
- Главное управление по образованию
- Главное управление жилищно–коммунального хозяйства
- Главное управление торговли и услуг

### Управления
- Управление внутренних дел
- Управление землеустройства
- Управление спорта и туризма
- Управление культуры
- Управление делами облисполкома

### Отделы
- Отдел по защите государственных секретов, мобилизационной работе и вопросам обороны
- Отдел по работе с обращениями граждан и юридических лиц
- Отдел бухгалтерского отчёта и отчётности
- Комиссия по делам несовершеннолетних

## Руководство
- Субботин Александр Михайлович — председатель областного исполнительного комитета
- Линевич Анатолий Константинович — первый заместитель председателя областного исполнительного комитета (вопросы с/х и др.)
- Дурнов Вячеслав Викторович — заместитель председателя областного исполнительного комитета (вопросы здравоохранения, образования, культуры и др.)
- Никитина Анжелика Александровна — заместитель председателя областного исполнительного комитета (вопросы экономики и др.)
- Героев Алексей Михайлович — заместитель председателя областного исполнительного комитета (вопросы строительства, ЖКХ и др.)
- Кузнецов Игорь Валерьевич — управляющий делами областного исполнительного комитета

### Председатель
Председатель Витебского областного исполнительного комитета — высшее должностное лицо Витебской области. Возглавляет высший исполнительный орган государственной власти области — исполнительный комитет. Он назначается на должность и освобождается от должности Президентом Республики Беларусь.
В обязанности председателя входит: 
- руководство деятельностью облисполкома, гражданской обороной области
- взаимодействие с Администрацией Президента Республики Беларусь и Советом Министров Республики Беларусь, областным Советом депутатов
- координация деятельности городских, районных исполнительных комитетов и местных администраций в городах области

### Список председателей
1. Владимир Пантелеевич Кулаков (24 декабря 1984 г. — 17 ноября 1994 г.)
2. Андрейченко Владимир Павлович (17 ноября 1994 г. — 27 октября 2008 г.)
3. Косинец Александр Николаевич (24 ноября 2008 г. — 27 декабря 2014 г.)
4. Шерстнёв Николай Николаевич (с 27 декабря 2014 г. — 13 декабря 2021 г.)
5. Субботин Александр Михайлович (с 13 декабря 2021 г. — по настоящее время)